# Europejska Nagroda Muzyczna MTV dla najlepszego tureckiego wykonawcy
Europejska Nagroda Muzyczna MTV dla najlepszego tureckiego wykonawcy – nagroda przyznawana przez redakcję MTV Turcja podczas corocznego rozdania MTV Europe Music Awards. Nagrodę dla najlepszego tureckiego wykonawcy po raz pierwszy przyznano w 2007 roku. O zwycięstwie decydują widzowie za pomocą głosowania internetowego i telefonicznego (smsowego). 

## Tureccy laureaci oraz nominowani do nagrody MTV
| Rok  | Laureat    | Nominowani                                                   |
| ---- | ---------- | ------------------------------------------------------------ |
| 2007 | Ceza       | - Kenan Doğulu - Sertab Erener - Nil Karaibrahimgil - Teoman |
| 2008 | Emre Aydın | - Hayko Cepkin - Hadise - Sagopa Kajmer - Hande Yener        |
| 2009 | maNga      | - Bedük - Atiye Deniz - Kenan Doğulu - Nil Karaibrahimgil    |
| 2011 | Atiye      | - Hadise - Duman - Cartel - Mor ve Ötesi                     |